# Rindal
Rindal è un comune norvegese della contea di Trøndelag. Fino al 2019 faceva parte della contea di Møre og Romsdal.